# Mistrovství Evropy v házené žen 2000
4. mistrovství Evropy v házené se konalo 8.12. až 17.12. 2000  v Rumunsku.
Mistrovství se zúčastnilo 12 mužstev, rozdělených do dvou šestičlenných skupin, z nichž první dva týmy postoupily do semifinálových bojů. Mistrem Evropy se stal tým Maďarska, který ve finále porazil tým Ukrajiny. Třetí místo obsadil tým Ruska.

## Místo konání
| Râmnicu Vâlcea     | Bukurešť        |
| ------------------ | --------------- |
| Traian Sports Hall | Polyvalent Hall |
| Kapacita: 2375     | Kapacita: 5300  |
|                    |                 |

## Základní kola

### Skupina A
| Poř. | tým        | Z | V | R | P | VB  | OB  | +/− | B | výsledek             |
| ---- | ---------- | - | - | - | - | --- | --- | --- | - | -------------------- |
| 1.   | Maďarsko   | 5 | 4 | 1 | 0 | 159 | 115 | +44 | 9 | postup do semifinále |
| 2.   | Rusko      | 5 | 4 | 0 | 1 | 118 | 104 | +14 | 8 | postup do semifinále |
| 3.   | Francie    | 5 | 3 | 0 | 2 | 127 | 106 | +21 | 6 | o 5. místo           |
| 4.   | Jugoslávie | 5 | 2 | 1 | 2 | 139 | 138 | +1  | 5 | o 7. místo           |
| 5.   | Německo    | 5 | 1 | 0 | 4 | 117 | 134 | −17 | 2 | o 9. místo           |
| 6.   | Rakousko   | 5 | 0 | 0 | 5 | 89  | 152 | −63 | 0 | o 11. místo          |

| 8. prosince 2000 | Maďarsko | 33–33 | Jugoslávie | Traian Sports Hall, Râmnicu Vâlcea |
| 8. prosince 2000 | (17–18)  |       |            | Traian Sports Hall, Râmnicu Vâlcea |
| 8. prosince 2000 | Report   |       |            | Traian Sports Hall, Râmnicu Vâlcea |

| 8. prosince 2000 | Rakousko | 20–30 | Německo | Traian Sports Hall, Râmnicu Vâlcea |
| 8. prosince 2000 | (7–14)   |       |         | Traian Sports Hall, Râmnicu Vâlcea |
| 8. prosince 2000 | Report   |       |         | Traian Sports Hall, Râmnicu Vâlcea |

| 8. prosince 2000 | Francie | 21–22 | Rusko | Traian Sports Hall, Râmnicu Vâlcea |
| 8. prosince 2000 | (12–15) |       |       | Traian Sports Hall, Râmnicu Vâlcea |
| 8. prosince 2000 | Report  |       |       | Traian Sports Hall, Râmnicu Vâlcea |

| 9. prosince 2000 | Německo | 22–33 | Maďarsko | Traian Sports Hall, Râmnicu Vâlcea |
| 9. prosince 2000 | (12–15) |       |          | Traian Sports Hall, Râmnicu Vâlcea |
| 9. prosince 2000 | Report  |       |          | Traian Sports Hall, Râmnicu Vâlcea |

| 9. prosince 2000 | Jugoslávie | 19–26 | Francie | Traian Sports Hall, Râmnicu Vâlcea |
| 9. prosince 2000 | (10–12)    |       |         | Traian Sports Hall, Râmnicu Vâlcea |
| 9. prosince 2000 | Report     |       |         | Traian Sports Hall, Râmnicu Vâlcea |

| 9. prosince 2000 | Rusko   | 28–19 | Rakousko | Traian Sports Hall, Râmnicu Vâlcea |
| 9. prosince 2000 | (15–10) |       |          | Traian Sports Hall, Râmnicu Vâlcea |
| 9. prosince 2000 | Report  |       |          | Traian Sports Hall, Râmnicu Vâlcea |

| 10. prosince 2000 | Francie | 25–19 | Německo | Traian Sports Hall, Râmnicu Vâlcea |
| 10. prosince 2000 | (12–12) |       |         | Traian Sports Hall, Râmnicu Vâlcea |
| 10. prosince 2000 | Report  |       |         | Traian Sports Hall, Râmnicu Vâlcea |

| 10. prosince 2000 | Rakousko | 12–35 | Maďarsko | Traian Sports Hall, Râmnicu Vâlcea |
| 10. prosince 2000 | (6–13)   |       |          | Traian Sports Hall, Râmnicu Vâlcea |
| 10. prosince 2000 | Report   |       |          | Traian Sports Hall, Râmnicu Vâlcea |

| 10. prosince 2000 | Rusko   | 27–20 | Jugoslávie | Traian Sports Hall, Râmnicu Vâlcea |
| 10. prosince 2000 | (10–12) |       |            | Traian Sports Hall, Râmnicu Vâlcea |
| 10. prosince 2000 | Report  |       |            | Traian Sports Hall, Râmnicu Vâlcea |

| 12. prosince 2000 | Rakousko | 24–33 | Jugoslávie | Traian Sports Hall, Râmnicu Vâlcea |
| 12. prosince 2000 | (14–14)  |       |            | Traian Sports Hall, Râmnicu Vâlcea |
| 12. prosince 2000 | Report   |       |            | Traian Sports Hall, Râmnicu Vâlcea |

| 12. prosince 2000 | Maďarsko | 32–29 | Francie | Traian Sports Hall, Râmnicu Vâlcea |
| 12. prosince 2000 | (14–12)  |       |         | Traian Sports Hall, Râmnicu Vâlcea |
| 12. prosince 2000 | Report   |       |         | Traian Sports Hall, Râmnicu Vâlcea |

| 12. prosince 2000 | Německo | 18–22 | Rusko | Traian Sports Hall, Râmnicu Vâlcea |
| 12. prosince 2000 | (10–11) |       |       | Traian Sports Hall, Râmnicu Vâlcea |
| 12. prosince 2000 | Report  |       |       | Traian Sports Hall, Râmnicu Vâlcea |

| 13. prosince 2000 | Maďarsko | 26–19 | Rusko | Traian Sports Hall, Râmnicu Vâlcea |
| 13. prosince 2000 | (17–12)  |       |       | Traian Sports Hall, Râmnicu Vâlcea |
| 13. prosince 2000 | Report   |       |       | Traian Sports Hall, Râmnicu Vâlcea |

| 13. prosince 2000 | Jugoslávie | 34–28 | Německo | Traian Sports Hall, Râmnicu Vâlcea |
| 13. prosince 2000 | (12–11)    |       |         | Traian Sports Hall, Râmnicu Vâlcea |
| 13. prosince 2000 | Report     |       |         | Traian Sports Hall, Râmnicu Vâlcea |

| 13. prosince 2000 | Francie | 26–14 | Rakousko | Traian Sports Hall, Râmnicu Vâlcea |
| 13. prosince 2000 | (14–6)  |       |          | Traian Sports Hall, Râmnicu Vâlcea |
| 13. prosince 2000 | Report  |       |          | Traian Sports Hall, Râmnicu Vâlcea |

### Skupina B
| Poř. | tým               | Z | V | R | P | VB  | OB  | +/− | B | výsledek             |
| ---- | ----------------- | - | - | - | - | --- | --- | --- | - | -------------------- |
| 1.   | Ukrajina          | 5 | 2 | 3 | 0 | 130 | 120 | +10 | 7 | postup do semifinále |
| 2.   | Rumunsko          | 5 | 3 | 1 | 1 | 128 | 118 | +10 | 7 | postup do semifinále |
| 3.   | Norsko            | 5 | 2 | 2 | 1 | 132 | 126 | +6  | 6 | o 5. místo           |
| 4.   | Severní Makedonie | 5 | 1 | 2 | 2 | 113 | 123 | −10 | 4 | o 7. místo           |
| 5.   | Dánsko            | 5 | 1 | 1 | 3 | 130 | 137 | −7  | 3 | o 9. místo           |
| 6.   | Bělorusko         | 5 | 0 | 3 | 2 | 134 | 143 | −9  | 3 | o 11. místo          |

| 8. prosince 2000 | Rumunsko | 29–28 | Bělorusko | Polyvalent Hall, Bukurešť |
| 8. prosince 2000 | (15–15)  |       |           | Polyvalent Hall, Bukurešť |
| 8. prosince 2000 | Report   |       |           | Polyvalent Hall, Bukurešť |

| 8. prosince 2000 | Norsko | 324–24 | Ukrajina | Polyvalent Hall, Bukurešť |
| 8. prosince 2000 | (11–9) |        |          | Polyvalent Hall, Bukurešť |
| 8. prosince 2000 | Report |        |          | Polyvalent Hall, Bukurešť |

| 8. prosince 2000 | Dánsko | 9–5 | Severní Makedonie | Polyvalent Hall, Bukurešť |
| 8. prosince 2000 | (9–10) |     |                   | Polyvalent Hall, Bukurešť |
| 8. prosince 2000 | Report |     |                   | Polyvalent Hall, Bukurešť |

| 9. prosince 2000 | Ukrajina | 29–29 | Dánsko | Polyvalent Hall, Bukurešť |
| 9. prosince 2000 | (15–13)  |       |        | Polyvalent Hall, Bukurešť |
| 9. prosince 2000 | [Report] |       |        | Polyvalent Hall, Bukurešť |

| 9. prosince 2000 | Severní Makedonie | 19–19 | Rumunsko | Polyvalent Hall, Bukurešť |
| 9. prosince 2000 | (9–11)            |       |          | Polyvalent Hall, Bukurešť |
| 9. prosince 2000 | Report            |       |          | Polyvalent Hall, Bukurešť |

| 9. prosince 2000 | Bělorusko | 26–26 | Norsko | Polyvalent Hall, Bukurešť |
| 9. prosince 2000 | (13–12)   |       |        | Polyvalent Hall, Bukurešť |
| 9. prosince 2000 | Report    |       |        | Polyvalent Hall, Bukurešť |

| 10. prosince 2000 | Severní Makedonie | 19–27 | Ukrajina | Polyvalent Hall, Bukurešť |
| 10. prosince 2000 | (8–10)            |       |          | Polyvalent Hall, Bukurešť |
| 10. prosince 2000 | [Report]          |       |          | Polyvalent Hall, Bukurešť |

| 10. prosince 2000 | Rumunsko | 26–22 | Norsko | Polyvalent Hall, Bukurešť |
| 10. prosince 2000 | (14–12)  |       |        | Polyvalent Hall, Bukurešť |
| 10. prosince 2000 | Report   |       |        | Polyvalent Hall, Bukurešť |

| 10. prosince 2000 | Dánsko  | 34–26 | Bělorusko | Polyvalent Hall, Bukurešť |
| 10. prosince 2000 | (20–17) |       |           | Polyvalent Hall, Bukurešť |
| 10. prosince 2000 | Report  |       |           | Polyvalent Hall, Bukurešť |

| 12. prosince 2000 | Norsko  | 29–22 | Dánsko | Polyvalent Hall, Bukurešť |
| 12. prosince 2000 | (16–12) |       |        | Polyvalent Hall, Bukurešť |
| 12. prosince 2000 | Report  |       |        | Polyvalent Hall, Bukurešť |

| 12. prosince 2000 | Bělorusko | 27–27 | Severní Makedonie | Polyvalent Hall, Bukurešť |
| 12. prosince 2000 | (11–12)   |       |                   | Polyvalent Hall, Bukurešť |
| 12. prosince 2000 | Report    |       |                   | Polyvalent Hall, Bukurešť |

| 12. prosince 2000 | Rumunsko | 21–23 | Ukrajina | Polyvalent Hall, Bukurešť |
| 12. prosince 2000 | (12–10)  |       |          | Polyvalent Hall, Bukurešť |
| 12. prosince 2000 | Report   |       |          | Polyvalent Hall, Bukurešť |

| 13. prosince 2000 | Ukrajina | 27–27 | Bělorusko | Polyvalent Hall, Bukurešť |
| 13. prosince 2000 | (11–13)  |       |           | Polyvalent Hall, Bukurešť |
| 13. prosince 2000 | Report   |       |           | Polyvalent Hall, Bukurešť |

| 13. prosince 2000 | Dánsko  | 26–33 | Rumunsko | Polyvalent Hall, Bukurešť |
| 13. prosince 2000 | (13–18) |       |          | Polyvalent Hall, Bukurešť |
| 13. prosince 2000 | Report  |       |          | Polyvalent Hall, Bukurešť |

| 13. prosince 2000 | Norsko  | 31–28 | Severní Makedonie | Polyvalent Hall, Bukurešť |
| 13. prosince 2000 | (14–11) |       |                   | Polyvalent Hall, Bukurešť |
| 13. prosince 2000 | Report  |       |                   | Polyvalent Hall, Bukurešť |

### o 5. místo
| 15. prosince 2000 | Francie | 23–19 | Norsko | Traian Sports Hall, Râmnicu Vâlcea |
| 15. prosince 2000 | (11–11) |       |        | Traian Sports Hall, Râmnicu Vâlcea |
| 15. prosince 2000 | Report  |       |        | Traian Sports Hall, Râmnicu Vâlcea |

### o 7. místo
| 15. prosince 2000 | Jugoslávie | 39–38 PP | Severní Makedonie | Polyvalent Hall, Bukurešť |
| 15. prosince 2000 | (14–16)    |          |                   | Polyvalent Hall, Bukurešť |
| 15. prosince 2000 | Report     |          |                   | Polyvalent Hall, Bukurešť |

### o 9. místo
| 15. prosince 2000 | Německo | 22–21 | Dánsko | Polyvalent Hall, Bukurešť |
| 15. prosince 2000 | (10–13) |       |        | Polyvalent Hall, Bukurešť |
| 15. prosince 2000 | Report  |       |        | Polyvalent Hall, Bukurešť |

### o 11. místo
| 15. prosince 2000 | Rakousko | 22–27 | Bělorusko | Traian Sports Hall, Râmnicu Vâlcea |
| 15. prosince 2000 | (11–16)  |       |           | Traian Sports Hall, Râmnicu Vâlcea |
| 15. prosince 2000 | Report   |       |           | Traian Sports Hall, Râmnicu Vâlcea |

### Semifinále
| 16. prosince 2000 | Ukrajina | 28–24 | Rusko | Polyvalent Hall, Bukurešť |
| 16. prosince 2000 | (12–12)  |       |       | Polyvalent Hall, Bukurešť |
| 16. prosince 2000 | Report   |       |       | Polyvalent Hall, Bukurešť |

| 16. prosince 2000 | Maďarsko | 25–24 | Rumunsko | Polyvalent Hall, Bukurešť |
| 16. prosince 2000 | (13–12)  |       |          | Polyvalent Hall, Bukurešť |
| 16. prosince 2000 | Report   |       |          | Polyvalent Hall, Bukurešť |

### o 3. místo
| 17. prosince 2000 | Rusko  | 21–16 | Rumunsko | Polyvalent Hall, Bukurešť |
| 17. prosince 2000 | (10–7) |       |          | Polyvalent Hall, Bukurešť |
| 17. prosince 2000 | Report |       |          | Polyvalent Hall, Bukurešť |

### Finále
| 17. prosince 2000 | Maďarsko | 32–30 PP | Ukrajina | Polyvalent Hall, Bukurešť |
| 17. prosince 2000 | (17–13)  |          |          | Polyvalent Hall, Bukurešť |
| 17. prosince 2000 | Report   |          |          | Polyvalent Hall, Bukurešť |

## Konečné pořadí
| Zlatá medaile    | Maďarsko          |
| Stříbrná medaile | Ukrajina          |
| Bronzová medaile | Rusko             |
| 4                | Rumunsko          |
| 5                | Francie           |
| 6                | Norsko            |
| 7                | Jugoslávie        |
| 8                | Severní Makedonie |
| 9                | Německo           |
| 10               | Dánsko            |
| 11               | Bělorusko         |
| 12               | Rakousko          |